# Huancapón
Huancapón es un caserío peruano, capital del distrito homónimo, perteneciente a la provincia de Cajatambo del departamento de Lima, al centro oeste del Perú. 

## Ubicación
Huancapón se ubica al norte de la provincia de Cajatambo, en el distrito de Huancapón, en el departamento de Lima.

## Demografía
En 2017 Huancapón tenía una población de 352 habitantes y 313 viviendas.
| Gráfica de evolución demográfica de Huancapón entre 1993 y 2017 |
|                                                                 |
| Fuentes: Población 1993 y 2017                                  |